# یولانتا فراشینسکا
یولانتا فراشینسکا (لهستانی: Jolanta Fraszyńska؛ زادهٔ ۱۴ دسامبر ۱۹۶۸) بازیگر و صداپیشه اهل لهستان است.
از فیلم‌ها یا مجموعه‌های تلویزیونی که وی در آن‌ها نقش داشته است، می‌توان به خویشاوندان سببی،کرکس، گوش آقای رئیس، عروس جنگ، پیت‌بول (فیلم)، پیت‌بول (سریال تلویزیونی)، هتل زرافه و کرگدن، در خوشی و سختی، سکوت، مقدرشده برای بلوز، کلبه جنگلی، پدر متیو، هتل ۵۲ و ع چون عشق اشاره نمود.